# Steve Austria
Stephen Clement Austria, detto Steve (Cincinnati, 12 ottobre 1958), è un politico statunitense, membro della Camera dei Rappresentanti per lo stato dell'Ohio dal 2009 al 2013.

## Biografia
Nato a Cincinnati, figlio di un medico filippino e di una madre di origini tedesche, Austria studiò alla Marquette University e in seguito lavorò come consulente finanziario.
Attivo in politica con il Partito Repubblicano, tra il 1998 e il 2008 fu membro della legislatura statale dell'Ohio, fin quando non vinse un seggio alla Camera dei Rappresentanti. Rieletto nel 2010, non si presentò alle elezioni nel 2012 in conseguenza dello smantellamento del suo distretto congressuale a seguito del censimento.
Dopo aver lasciato il Congresso, restò attivo nel partito a livello dirigenziale.